# ینگجه (مشگین‌شهر)
ینگجه روستایی است که در استان اردبیل، شهرستان مشگین‌شهر، بخش مرکزی، دهستان شعبان قرار دارد.

## جمعیت
بر اساس سرشماری سال ۱۳۸۵ جمعیت این روستا ۲۰۸ نفر با ۴۱ خانوار بوده‌است.